# Becherovská tisina
Becherovská tisina este o arie protejată (arie specială de conservare — SAC, sit de importanță comunitară — SCI) din Slovacia întinsă pe o suprafață de 264,8 ha, integral pe uscat.

## Localizare
Centrul sitului Becherovská tisina este situat la coordonatele 49°26′55″N 21°16′41″E / 49.448715°N 21.277925°E.

## Înființare
Situl Becherovská tisina a fost declarat sit de importanță comunitară în septembrie 2015 pentru a proteja 4 specii de animale. Situl a fost protejat și ca arie specială de conservare în octombrie 2017.

## Biodiversitate
Situată în ecoregiunea alpină, aria protejată conține 4 habitate naturale: Păduri pe pante, grohotișuri și ravene de Tilio-Acerion, Păduri de fag Asperulo-Fagetum, Păduri de fag subalpine medio-europene cu Acer și Rumex arifolius, Păduri aluvionare cu Alnus glutinosa și Fraxinus excelsior (Alno-Padion, Alnion incanae, Salicion albae).
La baza desemnării sitului se află mai multe specii protejate:
- amfibieni (1): izvoraș-cu-burta-galbenă (Bombina variegata)
- mamifere (2): lupul (Canis lupus), râs eurasiatic (Lynx lynx)
- nevertebrate (1): Rosalia alpina